# Актиний
| 89      | Актиний |
| Ac(227) |         |
| 6d17s2  |         |

Акти́ний (химический символ — Ac, от лат. Actinium) — химический элемент 3-й группы (по устаревшей классификации — побочной подгруппы третьей группы, IIIB) седьмого периода Периодической системы элементов Д. И. Менделеева, с атомным номером 89.
Возглавляет семейство актиноидов.
Простое вещество актиний (при нормальных условиях) — это тяжёлый радиоактивный металл серебристо-белого цвета.

## История
В 1899 году А. Дебьерн сообщил об открытии нового радиоактивного элемента в отходах от переработки урановой смолки, из которой удалили полоний и радий. Новый элемент был назван актинием. Вскоре после открытия Дебьерна, в 1902 году, независимо от него немецкий радиофизик Ф. Гизель из такой же фракции урановой смолки, содержащей редкоземельные элементы, получил сильно радиоактивный элемент и предложил ему название «эманий».
Дальнейшее исследование показало идентичность препаратов, полученных Дебьерном и Гизелем, хотя они наблюдали радиоактивное излучение не самого актиния, а продукта его распада — 227Th (радиоактиний). За элементом закрепилось название «актиний», хотя действительности соответствовало лишь описание Гизеля, показавшего аналогию элемента с лантаном, тогда как Дебьерн считал элемент аналогичным титану и торию.

## Происхождение названия
От др.-греч. ἀκτίς — «луч».

## Нахождение в природе
Актиний является одним из самых малораспространённых в природе радиоактивных элементов. Общее его содержание в земной коре не превышает 2600 т., тогда как, например, количество радия — более 40 млн т.
В природе найдено 3 изотопа актиния: 225Ac, 227Ac, 228Ac.
Актиний сопутствует урановым рудам. Его содержание в природных рудах соответствует равновесному. Повышенные количества актиния находят в молибденитах, халькопирите, касситерите, кварце, пиролюзите. Актиний характеризуется невысокой миграционной способностью в природных объектах и перемещается значительно медленнее, чем уран или химически активный радий.

## Физические свойства
Полная электронная конфигурация атома актиния: 1s22s22p63s23p64s23d104p65s24d105p66s24f145d106p66d17s2
Актиний — это металл серебристо-белого цвета, тяжелый, мягкий, по внешнему виду напоминает лантан. Радиоактивен. Вследствие радиоактивности в темноте светится характерным голубым цветом.

## Химические свойства
Во влажном воздухе актиний покрывается оксидной плёнкой. Сильный восстановитель, реагирует с водой:
{\displaystyle {\mathsf {2Ac+6H_{2}O=2Ac(OH)_{3}\downarrow +3H_{2}\uparrow }}}
Разбавленными кислотами:
{\displaystyle {\mathsf {2Ac+6HCl=2AcCl_{3}+3H_{2}\uparrow }}}
Подобно лантану, может существовать в двух кристаллических формах, но получена только одна форма — β-Ac, имеющая кубическую гранецентрированную структуру. Низкотемпературную α-форму получить не удалось.
Атомный радиус актиния ненамного превышает атомный радиус лантана и составляет 1,88 Å.
По химическим свойствам актиний также сильно похож на лантан, в соединениях принимает степень окисления +3 (Ac2O3, AcBr3, Ac(OH)3), но отличается высокой реакционноспособностью и более основными свойствами.

## Получение
Получение актиния из урановых руд нецелесообразно ввиду малого его в них содержания, а также большого сходства с присутствующими там редкоземельными элементами.
В основном, изотопы актиния получают искусственным путём. Изотоп 227Ac получают облучением радия нейтронами в реакторе. Выход, как правило, не превышает 2,15 % от исходного количества радия. Количество актиния при данном способе синтеза исчисляется в граммах. Изотоп 228Ac получают облучением изотопа 227Ac нейтронами.
Выделение и очистка актиния от радия, тория и дочерних продуктов распада проводятся методами экстракции и ионного обмена.
Металлический актиний получают восстановлением трифторида актиния парами лития:
{\displaystyle {\mathsf {AcF_{3}+3Li\rightarrow 3LiF+Ac}}} (1300-1350 °C, в атмосфере Ar)

## Изотопы
Природный актиний состоит из одного радиоактивного изотопа, 227Ac. Известно тридцать семь радиоизотопов, наиболее стабильные — 227Ac с периодом полураспада в 21,772 лет, 225Ac с периодом полураспада 10,0 дней и 226Ac с периодом полураспада 29,37 часа. Все оставшиеся радиоактивные изотопы имеют периоды полураспада менее 10 часов, а большинство из них и вовсе менее 1 минуты. Самый короткоживущий изотоп актиния — 217Ac с периодом полураспада 69 наносекунд, который распадается через альфа-распад и электронный захват. 
Очищенный 227Ac приходит в равновесие с продуктами распада через 185 дней. Он распадается в основном с излучением β-(98,8 %) и небольшого количества α-частиц (1,2 %), последующие продукты распада также относятся к ряду актиния. Изотопы актиния имеют атомный вес в диапазоне от 204 до 236 а.е.м.
Радиоактивные свойства некоторых изотопов актиния:
| Изотоп актиния | Реакция получения                                             | Тип распада                     | Период полураспада |
| -------------- | ------------------------------------------------------------- | ------------------------------- | ------------------ |
| 221Ac          | 232Th(d,9n)225Pa(α)→221Ac                                     | α                               | <1 сек.            |
| 222Ac          | 232Th(d,8n)226Pa(α)→222Ac                                     | α                               | 4,2 сек.           |
| 223Ac          | 232Th(d,7n)227Pa(α)→223Ac                                     | α                               | 2,2 мин.           |
| 224Ac          | 232Th(d,6n)228Pa(α)→224Ac                                     | α                               | 2,9 час.           |
| 225Ac          | 232Th(n,γ)233Th(β−)→233Pa(β−)→233U(α)→229Th(α)→225Ra(β−)225Ac | α                               | 10 сут.            |
| 226Ac          | 226Ra(d,2n)226Ac                                              | α или β− или электронный захват | 29 час.            |
| 227Ac          | 235U(α)→231Th(β−)→231Pa(α)→227Ac                              | α или β−                        | 21,7 лет           |
| 228Ac          | 232Th(α)→228Ra(β−)→228Ac                                      | β−                              | 6,13 час.          |
| 229Ac          | 228Ra(n,γ)229Ra(β−)→229Ac                                     | β−                              | 66 мин.            |
| 230Ac          | 232Th(d,α)230Ac                                               | β−                              | 80 сек.            |
| 231Ac          | 232Th(γ,p)231Ac                                               | β−                              | 7,5 мин.           |
| 232Ac          | 232Th(n,p)232Ac                                               | β−                              | 35 сек.            |

## Применение
227Ac в смеси с бериллием является источником нейтронов. Ac-Be-источники характеризуются малым выходом гамма-квантов, применяются в активационном анализе при определении Mn, Si, Al в рудах.
225Ac применяется для получения 213Bi, а также для использования в радиоиммунотерапии.
227Ac может использоваться в радиоизотопных источниках энергии.
228Ac применяют в качестве радиоактивного индикатора в химических исследованиях из-за его высокоэнергетического β-излучения.
Смесь изотопов 228Ac-228Ra используют в медицине как интенсивный источник γ-излучения.

## Физиологическое действие
Актиний относится к числу опасных радиоактивных ядов с высокой удельной α-активностью. Хотя абсорбция актиния из пищеварительного тракта по сравнению с радием сравнительно невелика, но наиболее важной особенностью актиния является его способность прочно удерживаться в организме в поверхностных слоях костной ткани. Первоначально актиний в значительной степени накапливается в печени, причём скорость его удаления из организма намного больше скорости его радиоактивного распада. Кроме того, одним из дочерних продуктов его распада является очень опасный радон, защита от которого при работе с актинием является отдельной серьёзной задачей.

## В литературе
В фантастическом рассказе Э. Гамильтона «Мои бедные железные нервы» описана добыча актиния в промышленных масштабах на вымышленном четвёртом спутнике Плутона, Дис (что невозможно, так как единственный природный и самый долгоживущий изотоп актиния имеет период полураспада меньше 22 лет). Судя по содержанию, актиний во вселенной рассказа применяется для энергетики. Добычу осуществляют автономные роботы, причём автор даёт описание в шуточном ключе: на роботов-добытчиков радиоактивное топливо действует примерно так же, как на человека — алкоголь.